# Primera B de Chile 2003
Primera B de Chile 2003 var den näst högsta divisionen för fotboll i Chile under säsongen 2003. Serien spelades mellan sexton lag, som delades upp i fyra grupper om fyra lag där alla lag mötte varandra två gånger (en gång hemma och en gång borta). Lagen tog med sig hälften av sina poäng in i nästa omgång där alla lag spelade i en rak serie och mötte varandra två gånger (en gång hemma och en gång borta). De två främsta flyttades upp. Inget lag flyttades ner den här säsongen.

## Första omgången

### Grupp Norr
| Nr | Lag                  | S | V | O | F | GM | IM | MS | P  |
| -- | -------------------- | - | - | - | - | -- | -- | -- | -- |
| 1  | Deportes Antofagasta | 6 | 4 | 0 | 2 | 9  | 7  | +2 | 12 |
| 2  | Deportes Copiapó     | 6 | 3 | 1 | 2 | 14 | 7  | +7 | 10 |
| 3  | Deportes La Serena   | 6 | 3 | 1 | 2 | 10 | 11 | −1 | 10 |
| 4  | Deportes Arica       | 6 | 1 | 0 | 5 | 4  | 12 | −8 | 3  |

### Grupp Central-Norr
| Nr | Lag             | S | V | O | F | GM | IM | MS | P  |
| -- | --------------- | - | - | - | - | -- | -- | -- | -- |
| 1  | Unión La Calera | 6 | 4 | 1 | 1 | 8  | 5  | +3 | 13 |
| 2  | Deportes Ovalle | 6 | 3 | 0 | 3 | 8  | 8  | 0  | 9  |
| 3  | Everton         | 6 | 1 | 3 | 2 | 5  | 6  | −1 | 6  |
| 4  | Magallanes      | 6 | 1 | 2 | 3 | 8  | 10 | −2 | 5  |

### Grupp Central-Söder
| Nr | Lag                | S | V | O | F | GM | IM | MS | P  |
| -- | ------------------ | - | - | - | - | -- | -- | -- | -- |
| 1  | O'Higgins          | 6 | 3 | 2 | 1 | 12 | 5  | +7 | 11 |
| 2  | Santiago Morning   | 6 | 2 | 2 | 2 | 5  | 6  | −1 | 8  |
| 3  | Provincial Osorno  | 6 | 2 | 1 | 3 | 7  | 11 | −4 | 7  |
| 4  | Deportes Melipilla | 6 | 1 | 3 | 2 | 6  | 9  | −3 | 6  |

### Grupp Söder
| Nr | Lag                 | S | V | O | F | GM | IM | MS | P  |
| -- | ------------------- | - | - | - | - | -- | -- | -- | -- |
| 1  | Fernández Vial      | 6 | 5 | 0 | 1 | 9  | 5  | +4 | 15 |
| 2  | Deportes Concepción | 6 | 3 | 1 | 2 | 9  | 7  | +2 | 10 |
| 3  | Lota Schwager       | 6 | 2 | 0 | 4 | 6  | 6  | 0  | 6  |
| 4  | Deportes Talcahuano | 6 | 1 | 1 | 4 | 5  | 11 | −6 | 4  |

## Andra omgången
Alla lag bar med sig hälften av sina poäng från den första omgången (ojämna poäng avrundades uppåt). Utöver det fick Provincial Osorno, Deportes Copiapó, Deportes Talcahuano och Arica tre poängs avdrag för att inte ha betalat sina spelare i tid i september och Fernández Vial och Deportes Ovalle fick sex poängs avdrag fö ratt inte ha betalat sina spelare i tid i augusti och september.
| Nr | Lag                  | S  | V  | O  | F  | GM | IM | MS  | P  |
| -- | -------------------- | -- | -- | -- | -- | -- | -- | --- | -- |
| 1  | Everton              | 30 | 19 | 6  | 5  | 65 | 37 | +28 | 66 |
| 2  | Deportes La Serena   | 30 | 16 | 6  | 8  | 62 | 47 | +15 | 59 |
| 3  | Deportes Antofagasta | 30 | 14 | 7  | 9  | 50 | 39 | +11 | 55 |
| 4  | O'Higgins            | 30 | 12 | 11 | 7  | 48 | 38 | +10 | 53 |
| 5  | Deportes Concepción  | 30 | 14 | 6  | 10 | 54 | 49 | +5  | 53 |
| 6  | Deportes Melipilla   | 30 | 13 | 7  | 10 | 44 | 38 | +6  | 49 |
| 7  | Provincial Osorno    | 30 | 13 | 6  | 11 | 42 | 41 | +1  | 46 |
| 8  | Santiago Morning     | 30 | 9  | 12 | 9  | 37 | 31 | +6  | 43 |
| 9  | Unión La Calera      | 30 | 9  | 8  | 13 | 41 | 45 | −4  | 42 |
| 10 | Deportes Copiapó     | 30 | 11 | 7  | 12 | 43 | 49 | −6  | 42 |
| 11 | Fernández Vial       | 30 | 11 | 7  | 12 | 39 | 46 | −7  | 42 |
| 12 | Magallanes           | 30 | 8  | 13 | 9  | 46 | 41 | +5  | 40 |
| 13 | Deportes Talcahuano  | 30 | 10 | 7  | 13 | 30 | 40 | −10 | 36 |
| 14 | Deportes Arica       | 30 | 8  | 8  | 14 | 47 | 65 | −18 | 31 |
| 15 | Lota Schwager        | 30 | 7  | 4  | 19 | 38 | 60 | −22 | 28 |
| 16 | Deportes Ovalle      | 30 | 4  | 9  | 17 | 39 | 59 | −20 | 20 |